# الريادة (المخادر)

تعديل مصدري - تعديل

الريادة محلة تابعة لقرية حصب، التابعة لعزلة بني سرحة بمديرية المخادر إحدى مديريات محافظة إب في الجمهورية اليمنية، بلغ تعداد سكانها 88 حسب تعداد اليمن لعام 2004.